# Croazia ai Giochi della XXXII Olimpiade
La Croazia ha partecipato ai Giochi della XXXII Olimpiade, che si sono svolti a Tokyo, Giappone, dal 23 luglio all'8 agosto 2021 (inizialmente previsti dal 24 luglio al 9 agosto 2020 ma posticipati per la pandemia di COVID-19) con una delegazione di 60 atleti impegnati in 16 discipline.

## Medaglie
| Riepilogo quotidiano | Riepilogo quotidiano | Riepilogo quotidiano | Riepilogo quotidiano | Riepilogo quotidiano | Riepilogo quotidiano |
| -------------------- | -------------------- | -------------------- | -------------------- | -------------------- | -------------------- |
| Giorno               | Data                 | Oro                  | Argento              | Bronzo               | Totale               |
| 3º                   | 26                   | 1                    | 0                    | 1                    | 2                    |
| 6º                   | 29                   | 1                    | 0                    | 0                    | 1                    |
| 7º                   | 30                   | 1                    | 1                    | 1                    | 3                    |
| 9º                   | 1                    | 0                    | 1                    | 0                    | 1                    |
| 11º                  | 3                    | 0                    | 1                    | 0                    | 1                    |
| Totale               | Totale               | 3                    | 3                    | 2                    | 8                    |

### Medagliere per disciplina
| Sport       | Oro | Argento | Bronzo | Totale |
| ----------- | --- | ------- | ------ | ------ |
| Tennis      | 1   | 1       | 0      | 2      |
| Canottaggio | 1   | 0       | 1      | 2      |
| Taekwondo   | 1   | 0       | 1      | 2      |
| Ginnastica  | 0   | 1       | 0      | 1      |
| Vela        | 0   | 1       | 0      | 1      |
| Totale      | 3   | 3       | 2      | 8      |

### Medaglie d'oro
| Medaglia | Nome                            | Sport       | Evento           |
| -------- | ------------------------------- | ----------- | ---------------- |
| Oro      | Martin Sinković Valent Sinković | Canottaggio | 2 senza maschile |
| Oro      | Matea Jelić                     | Taekwondo   | 67 kg femminile  |
| Oro      | Mate Pavić Nikola Mektić        | Tennis      | Doppio maschile  |

### Medaglie di argento
| Medaglia | Nome                   | Sport      | Evento          |
| -------- | ---------------------- | ---------- | --------------- |
| Argento  | Tin Srbić              | Ginnastica | Sbarra          |
| Argento  | Marin Čilić Ivan Dodig | Tennis     | Doppio maschile |
| Argento  | Tonči Stipanović       | Vela       | Laser maschile  |

### Medaglie di bronzo
| Medaglia | Nome         | Sport        | Evento           |
| -------- | ------------ | ------------ | ---------------- |
| Bronzo   | Damir Martin | Canottaggio  | Singolo maschile |
| Bronzo   | Toni Kanaet  | Lotta libera | 80 kg maschile   |

## Delegazione
| Sport            | Uomini | Donne | Totale |
| ---------------- | ------ | ----- | ------ |
| Atletica leggera | 1      | 6     | 7      |
| Canoa/kayak      | 1      | 2     | 3      |
| Canottaggio      | 3      | 0     | 3      |
| Ciclismo         | 1      | 2     | 3      |
| Ginnastica       | 1      | 1     | 2      |
| Judo             | 0      | 3     | 3      |
| Karate           | 1      | 0     | 1      |
| Lotta            | 2      | 0     | 2      |
| Nuoto            | 1      | 1     | 2      |
| Pallanuoto       | 13     | 0     | 13     |
| Pugilato         | 1      | 1     | 2      |
| Taekwondo        | 2      | 2     | 4      |
| Tennis           | 4      | 2     | 6      |
| Tennistavolo     | 3      | 0     | 3      |
| Tiro             | 3      | 1     | 4      |
| Vela             | 3      | 1     | 4      |
| Totale           | 40     | 20    | 60     |

## Atletica leggera
Eventi su pista e strada
| Atleta              | Evento             | Finale    | Finale    |
| Atleta              | Evento             | Risultato | Posizione |
| ------------------- | ------------------ | --------- | --------- |
| Bojana Bjeljac      | Maratona femminile | 2h39'32   | 53ª       |
| Matea Parlov Koštro | Maratona femminile | 2h33'18   | 21ª       |

Eventi su campo
| Atleta           | Evento                           | Qualificazione | Qualificazione | Finale          | Finale          |
| Atleta           | Evento                           | Risultato      | Posizione      | Risultato       | Posizione       |
| ---------------- | -------------------------------- | -------------- | -------------- | --------------- | --------------- |
| Filip Mihaljević | Getto del peso maschile          | 20,67 m        | 15°            | Non qualificato | Non qualificato |
| Sara Kolak       | Lancio del giavellotto femminile | NM             | —              | Non qualificata | Non qualificata |
| Sandra Perković  | Lancio del disco femminile       | 63,75 m        | 3ª q           | 65,01 m         | 4ª              |
| Ana Šimić        | Salto in alto femminile          | 1,86 m         | 25ª            | Non qualificata | Non qualificata |
| Marija Tolj      | Lancio del disco femminile       | 61,48 m        | 13ª            | Non qualificata | Non qualificata |

## Canoa/kayak

### Slalom
| Atleta         | Evento      | Qualificazioni | Qualificazioni | Qualificazioni | Qualificazioni | Qualificazioni | Qualificazioni | Semifinali | Semifinali | Semifinali | Finale          | Finale          | Finale          |
| Atleta         | Evento      | 1ª manche      | Pos.           | 2ª manche      | Pos.           | Migliore       | Posizione      | Penalità   | Tempo      | Posizione  | Penalità        | Tempo           | Posizione       |
| -------------- | ----------- | -------------- | -------------- | -------------- | -------------- | -------------- | -------------- | ---------- | ---------- | ---------- | --------------- | --------------- | --------------- |
| Matija Marinić | C1 maschile | 100"33         | 5º             | 101"66         | 5º             | 100"33         | 5º Q           | 2"         | 109"94     | 11º        | Non qualificato | Non qualificato | Non qualificato |

### Velocità
| Atleta                | Evento             | Batteria | Batteria  | Quarti   | Quarti    | Semifinale      | Semifinale      | Finale / Finale B e C | Finale / Finale B e C |
| Atleta                | Evento             | Tempo    | Posizione | Tempo    | Posizione | Tempo           | Posizione       | Tempo                 | Posizione             |
| --------------------- | ------------------ | -------- | --------- | -------- | --------- | --------------- | --------------- | --------------------- | --------------------- |
| Vanesa Tot            | C1 200 m femminile | 49"280   | 6ª q      | 48"375   | 5ª        | Non qualificata | Non qualificata | Non qualificata       | Non qualificata       |
| Anamaria Govorčinović | K1 200 m femminile | 42"901   | 3ª q      | 43"307   | 3ª        | Non qualificata | Non qualificata | Non qualificata       | Non qualificata       |
| Anamaria Govorčinović | K1 500 m femminile | 1'52"015 | 5ª q      | 1'53"967 | 4ª        | Non qualificata | Non qualificata | Non qualificata       | Non qualificata       |

## Canottaggio
| Atleta                          | Evento           | Batteria | Batteria  | Ripescaggio | Ripescaggio | Quarti  | Quarti    | Semifinale | Semifinale | Finale / Finale B | Finale / Finale B |
| Atleta                          | Evento           | Tempo    | Posizione | Tempo       | Posizione   | Tempo   | Posizione | Tempo      | Posizione  | Tempo             | Posizione         |
| ------------------------------- | ---------------- | -------- | --------- | ----------- | ----------- | ------- | --------- | ---------- | ---------- | ----------------- | ----------------- |
| Damir Martin                    | Singolo maschile | 7'09"17  | 1º QF     | Bye         | Bye         | 7'17"71 | 1º SA/B   | 6'45"27    | 2º FA      | 6'42"58           |                   |
| Martin Sinković Valent Sinković | 2 senza maschile | 6'32"41  | 1ª SA/B   | Bye         | Bye         | N.D.    | N.D.      | 6'15"63    | 1ª FA      | 6'15"29           |                   |

## Ciclismo

### Ciclismo su strada
| Atleta      | Evento                  | Tempo | Posizione |
| ----------- | ----------------------- | ----- | --------- |
| Josip Rumac | Corsa in linea maschile | DNF   | DNF       |

## Ginnastica

### Ginnastica artistica
Uomini
| Atleta    | Evento | Qualificazione | Qualificazione | Qualificazione | Qualificazione | Qualificazione | Qualificazione | Qualificazione | Qualificazione | Finale   | Finale   | Finale   | Finale   | Finale   | Finale   | Finale | Finale |
| Atleta    | Evento | Attrezzo       | Attrezzo       | Attrezzo       | Attrezzo       | Attrezzo       | Attrezzo       | Totale         | Pos.           | Attrezzo | Attrezzo | Attrezzo | Attrezzo | Attrezzo | Attrezzo | Totale | Pos.   |
| Atleta    | Evento | CL             | C              | A              | V              | P              | S              | Totale         | Pos.           | CL       | C        | A        | V        | P        | S        | Totale | Pos.   |
| --------- | ------ | -------------- | -------------- | -------------- | -------------- | -------------- | -------------- | -------------- | -------------- | -------- | -------- | -------- | -------- | -------- | -------- | ------ | ------ |
| Tin Srbić | Sbarra | N.D.           | N.D.           | N.D.           | N.D.           | N.D.           | 14,633         | 14,633         | 3º Q           | N.D.     | N.D.     | N.D.     | N.D.     | N.D.     | 14,900   | 14,900 |        |

Donne
| Atleta    | Evento       | Qualificazione | Qualificazione | Qualificazione | Qualificazione | Qualificazione | Qualificazione | Finale          | Finale          | Finale          | Finale          | Finale          | Finale          |
| Atleta    | Evento       | Attrezzo       | Attrezzo       | Attrezzo       | Attrezzo       | Totale         | Pos.           | Attrezzo        | Attrezzo        | Attrezzo        | Attrezzo        | Totale          | Pos.            |
| Atleta    | Evento       | CL             | V              | T              | P              | Totale         | Pos.           | CL              | V               | T               | P               | Totale          | Pos.            |
| --------- | ------------ | -------------- | -------------- | -------------- | -------------- | -------------- | -------------- | --------------- | --------------- | --------------- | --------------- | --------------- | --------------- |
| Ana Đerek | Trave        | N.D.           | N.D.           | 11,633         | N.D.           | 11,633         | 74ª            | Non qualificata | Non qualificata | Non qualificata | Non qualificata | Non qualificata | Non qualificata |
| Ana Đerek | Corpo libero | 12,433         | N.D.           | N.D.           | N.D.           | 12,433         | 58ª            | Non qualificata | Non qualificata | Non qualificata | Non qualificata | Non qualificata | Non qualificata |

## Judo
| Atleta        | Evento | 16-esimi             | Ottavi               | Quarti               | Semifinali           | Ripescaggio          | Finale               | Pos.            |
| Atleta        | Evento | Avversario Punteggio | Avversario Punteggio | Avversario Punteggio | Avversario Punteggio | Avversario Punteggio | Avversario Punteggio | Pos.            |
| ------------- | ------ | -------------------- | -------------------- | -------------------- | -------------------- | -------------------- | -------------------- | --------------- |
| Barbara Matić | 70 kg  | Bye                  | Timo V 10–00         | Polleres P 00–01     | Non qualificata      | Bellandi V 10–00     | Taimazova P 00–01    | 5ª              |
| Karla Prodan  | 78 kg  | Peković V 01–00      | Antomarchi P 00–01   | Non qualificata      | Non qualificata      | Non qualificata      | Non qualificata      | Non qualificata |
| Ivana Maranić | +78 kg | Jablonskytė P 00–11  | Non qualificata      | Non qualificata      | Non qualificata      | Non qualificata      | Non qualificata      | Non qualificata |

## Karate
| Atleta      | Evento          | Girone               | Girone               | Girone               | Girone               | Girone | Semifinali           | Finale               | Pos.            |
| Atleta      | Evento          | Avversario Punteggio | Avversario Punteggio | Avversario Punteggio | Avversario Punteggio | Pos.   | Avversario Punteggio | Avversario Punteggio | Pos.            |
| ----------- | --------------- | -------------------- | -------------------- | -------------------- | -------------------- | ------ | -------------------- | -------------------- | --------------- |
| Ivan Kvesić | +75 kg maschile | Hamedi V 3–2         | Ganjzadeh P 1–3      | Gaysinsky P 1–4      | Irr V 3–1            | 3º     | Non qualificato      | Non qualificato      | Non qualificato |

## Lotta
| Atleta         | Evento             | Ottavi                | Quarti               | Semifinali           | Ripescaggio          | Finale                | Pos. |
| Atleta         | Evento             | Avversario Risultato  | Avversario Risultato | Avversario Risultato | Avversario Risultato | Avversario Risultato  | Pos. |
| -------------- | ------------------ | --------------------- | -------------------- | -------------------- | -------------------- | --------------------- | ---- |
| Božo Starčević | Greco-romana 77 kg | Mnatsakanian V 3–1 PP | Geraei P 1–3 PP      | Non qualificato      | Non qualificato      | Non qualificato       | 9º   |
| Ivan Huklek    | Greco-romana 87 kg | Stefanowicz V 3–1 PP  | Assakalov V 3–1 PP   | Beleniuk P 1–3 PP    | Bye                  | Datunashvili P 1–3 PP | 5º   |

## Nuoto
| Atleta          | Evento                          | Batterie | Batterie  | Semifinali      | Semifinali      | Finale          | Finale          |
| Atleta          | Evento                          | Tempo    | Posizione | Tempo           | Posizione       | Tempo           | Posizione       |
| --------------- | ------------------------------- | -------- | --------- | --------------- | --------------- | --------------- | --------------- |
| Nikola Miljenić | 50 m stile libero maschili      | 22"14    | =19º      | Non qualificato | Non qualificato | Non qualificato | Non qualificato |
| Nikola Miljenić | 100 m stile libero maschili     | 49"25    | 28º       | Non qualificato | Non qualificato | Non qualificato | Non qualificato |
| Nikola Miljenić | 100 m farfalla maschili         | 52"68    | 40º       | Non qualificato | Non qualificato | Non qualificato | Non qualificato |
| Ema Rajić       | 50 metri stile libero femminili | 26"49    | =45ª      | Non qualificata | Non qualificata | Non qualificata | Non qualificata |
| Ema Rajić       | 100 m rana femminili            | 1'10"02  | 33ª       | Non qualificata | Non qualificata | Non qualificata | Non qualificata |

## Pallanuoto
| Squadra            | Torneo   | Girone               | Girone               | Girone               | Girone               | Girone               | Girone | Quarti               | Semifinali                                | Finale                              | Pos. |
| Squadra            | Torneo   | Avversario Punteggio | Avversario Punteggio | Avversario Punteggio | Avversario Punteggio | Avversario Punteggio | Pos.   | Avversario Punteggio | Avversario Punteggio                      | Avversario Punteggio                | Pos. |
| ------------------ | -------- | -------------------- | -------------------- | -------------------- | -------------------- | -------------------- | ------ | -------------------- | ----------------------------------------- | ----------------------------------- | ---- |
| Nazionale maschile | Maschile | Kazakistan V 23–7    | Australia P 8–11     | Montenegro V 13–8    | Serbia V 14–12       | Spagna P 4–8         | 2ª Q   | Ungheria P 11–15     | Semifinale 5º/8º posto Montenegro V 12–10 | Finale 5º posto Stati Uniti V 14–11 | 5ª   |

## Pugilato
| Atleta         | Evento               | 16-esimi             | Ottavi               | Quarti               | Semifinali           | Finale               | Pos.            |
| Atleta         | Evento               | Avversario Punteggio | Avversario Punteggio | Avversario Punteggio | Avversario Punteggio | Avversario Punteggio | Pos.            |
| -------------- | -------------------- | -------------------- | -------------------- | -------------------- | -------------------- | -------------------- | --------------- |
| Luka Plantić   | Pesi mediomassimi    | Al-Hindawi V 3–2     | Romero P 1–4         | Non qualificato      | Non qualificato      | Non qualificato      | Non qualificato |
| Nikolina Čačić | Pesi piuma femminile | Ramirez V 5–0        | Veyre P 0–5          | Non qualificata      | Non qualificata      | Non qualificata      | Non qualificata |

## Taekwondo
| Atleta         | Evento          | Ottavi               | Quarti               | Semifinali           | Ripescaggio          | Finale / FB          | Pos.            |
| Atleta         | Evento          | Avversario Punteggio | Avversario Punteggio | Avversario Punteggio | Avversario Punteggio | Avversario Punteggio | Pos.            |
| -------------- | --------------- | -------------------- | -------------------- | -------------------- | -------------------- | -------------------- | --------------- |
| Toni Kanaet    | 80 kg maschile  | Martínez V 21–15     | Khramtsov P 0–22     | Non qualificato      | Sawadogo V 30–10     | Rafalovich V 24–18   |                 |
| Ivan Šapina    | +80 kg maschile | Sansores V 6–4       | Sun Hy P 6–8         | Non qualificato      | Non qualificato      | Non qualificato      | Non qualificato |
| Kristina Tomić | 49 kg femminile | Ramírez P 5–25       | Non qualificata      | Non qualificata      | Non qualificata      | Non qualificata      | Non qualificata |
| Matea Jelić    | 67 kg femminile | Lee V 22–2           | Titoneli V 30–9      | McPherson V 15–4     | Bye                  | Williams V 25–22     |                 |

## Tennis
Uomini
| Atleta                   | Evento    | 32-esimi                          | 16-esimi                         | Ottavi                                   | Quarti                                     | Semifinali                     | Finale                            | Pos.            |
| Atleta                   | Evento    | Avversario Punteggio              | Avversario Punteggio             | Avversario Punteggio                     | Avversario Punteggio                       | Avversario Punteggio           | Avversario Punteggio              | Pos.            |
| ------------------------ | --------- | --------------------------------- | -------------------------------- | ---------------------------------------- | ------------------------------------------ | ------------------------------ | --------------------------------- | --------------- |
| Marin Čilić              | Singolare | Menezes V 6–7(5–7), 7–5, 7–6(9–7) | Carreño P 7–5, 4–6, 4–6          | Non qualificato                          | Non qualificato                            | Non qualificato                | Non qualificato                   | Non qualificato |
| Marin Čilić Ivan Dodig   | Doppio    | N.D.                              | Daniel / Nishioka V 6–2, 6–4     | Ram / Tiafoe V 6–3, 7–5                  | Murray / Salisbury V 4–6, 7–6(7–2), [10–7] | Daniell / Venus V 6–2, 6–2     | Mektić / Pavić P 4–6, 6–3, [6–10] |                 |
| Nikola Mektić Mate Pavić | Doppio    | N.D.                              | Demoliner / Melo V 7–6(8–6), 6–4 | Musetti / Sonego V 7–5, 6–7(5–7), [10–7] | McLachlan / Nishikori V 6–3, 6–3           | Krajicek / Sandgren V 6–4, 6–4 | Čilić / Dodig V 6–4, 3–6, [10–6]  |                 |

Donne
| Atleta                   | Evento    | 32-esimi                    | 16-esimi                       | Ottavi                   | Quarti                | Semifinali            | Finale                | Pos.                  |
| Atleta                   | Evento    | Avversario Punteggio        | Avversario Punteggio           | Avversario Punteggio     | Avversario Punteggio  | Avversario Punteggio  | Avversario Punteggio  | Pos.                  |
| ------------------------ | --------- | --------------------------- | ------------------------------ | ------------------------ | --------------------- | --------------------- | --------------------- | --------------------- |
| Donna Vekić              | Singolare | Garcia V 6–2, 6–7(2–7), 6–3 | Sabalenka V 6–4, 3–6, 7–6(7–3) | Rybakina P 6–7(3–7), 4–6 | Non qualificata       | Non qualificata       | Non qualificata       | Non qualificata       |
| Darija Jurak Donna Vekić | Doppio    | N.D.                        | Ritirate il 25 luglio          | Ritirate il 25 luglio    | Ritirate il 25 luglio | Ritirate il 25 luglio | Ritirate il 25 luglio | Ritirate il 25 luglio |

Misto
| Atleta                  | Evento | 16-esimi                                   | Ottavi               | Quarti               | Semifinali           | Finale               | Pos.            |
| Atleta                  | Evento | Avversario Punteggio                       | Avversario Punteggio | Avversario Punteggio | Avversario Punteggio | Avversario Punteggio | Pos.            |
| ----------------------- | ------ | ------------------------------------------ | -------------------- | -------------------- | -------------------- | -------------------- | --------------- |
| Darija Jurak Ivan Dodig | Doppio | Pavlyuchenkova / Rublev P 7–5, 4–6, [9–11] | Non qualificati      | Non qualificati      | Non qualificati      | Non qualificati      | Non qualificati |

## Tennistavolo
| Atleta                                            | Evento           | Preliminari          | Round 1              | Round 2              | Round 3              | Ottavi               | Quarti               | Semifinali           | Finale / FB          | Pos.            |
| Atleta                                            | Evento           | Avversario Punteggio | Avversario Punteggio | Avversario Punteggio | Avversario Punteggio | Avversario Punteggio | Avversario Punteggio | Avversario Punteggio | Avversario Punteggio | Pos.            |
| ------------------------------------------------- | ---------------- | -------------------- | -------------------- | -------------------- | -------------------- | -------------------- | -------------------- | -------------------- | -------------------- | --------------- |
| Andrej Gaćina                                     | Singolo maschile | Bye                  | Fanny V 4–0          | Lebesson P 0–4       | Non qualificato      | Non qualificato      | Non qualificato      | Non qualificato      | Non qualificato      | Non qualificato |
| Tomislav Pucar                                    | Singolo maschile | Bye                  | Bye                  | Tokić P 0–4          | Non qualificato      | Non qualificato      | Non qualificato      | Non qualificato      | Non qualificato      | Non qualificato |
| Andrej Gaćina Frane Tomislav Kojić Tomislav Pucar | Squadre maschile | N.D.                 | N.D.                 | N.D.                 | N.D.                 | P 0–3                | Non qualificati      | Non qualificati      | Non qualificati      | Non qualificati |

## Tiro a segno/volo
Uomini
| Atleta          | Evento                           | Qualificazione | Qualificazione | Finale          | Finale          |
| Atleta          | Evento                           | Punteggio      | Classifica     | Punteggio       | Classifica      |
| --------------- | -------------------------------- | -------------- | -------------- | --------------- | --------------- |
| Josip Glasnović | Trap                             | 120            | 22º            | Non qualificato | Non qualificato |
| Petar Gorša     | Carabina 10 metri aria compressa | 626,5          | 16º            | Non qualificato | Non qualificato |
| Petar Gorša     | Carabina 50 metri 3 posizioni    | 1176           | 7º Q           | 427,2           | 5º              |
| Miran Maričić   | Carabina 10 metri aria compressa | 625,0          | 25º            | Non qualificato | Non qualificato |
| Miran Maričić   | Carabina 50 metri 3 posizioni    | 1178           | 5º Q           | 416,2           | 6º              |

Donne
| Atleta          | Evento                       | Qualificazione | Qualificazione | Finale          | Finale          |
| Atleta          | Evento                       | Punteggio      | Classifica     | Punteggio       | Classifica      |
| --------------- | ---------------------------- | -------------- | -------------- | --------------- | --------------- |
| Snježana Pejčić | Carabina 10 m aria compressa | 622,6          | 31ª            | Non qualificata | Non qualificata |
| Snježana Pejčić | Carabina 50 m 3 posizioni    | 1169           | 10ª            | Non qualificata | Non qualificata |

Misto
| Petar Gorša Snježana Pejčić | Carabina 10 metri aria compressa a squadre | 624,2 | 17ª | Non qualificati | Non qualificati | Non qualificati | Non qualificati |

## Vela
| Atleta                       | Evento                 | Regata | Regata | Regata | Regata | Regata | Regata | Regata | Regata | Regata | Regata | Regata | Regata | Regata | Punteggio Totale | Punteggio Netto | Classifica |
| Atleta                       | Evento                 | 1      | 2      | 3      | 4      | 5      | 6      | 7      | 8      | 9      | 10     | 11     | 12     | M      | Punteggio Totale | Punteggio Netto | Classifica |
| ---------------------------- | ---------------------- | ------ | ------ | ------ | ------ | ------ | ------ | ------ | ------ | ------ | ------ | ------ | ------ | ------ | ---------------- | --------------- | ---------- |
| Tonči Stipanović             | Laser maschile         | 15     | 6      | 3      | 22     | 13     | 4      | 5      | 11     | 7      | 10     | N.D.   | N.D.   | 8      | 104              | 82              |            |
| Mihovil Fantela Šime Fantela | 49er maschile          | 4      | 14     | 8      | 13     | 13     | 6      | 14     | 3      | DSQ    | 1      | 10     | 2      | 1      | 126              | 106             | 8ª         |
| Elena Vorobeva               | Laser Radial femminile | 11     | 2      | 13     | 41     | 16     | 15     | 7      | 21     | 18     | 23     | N.D.   | N.D.   | EL     | 167              | 126             | 12ª        |